# Danmarks ambassad i Berlin
Danmarks ambassad i Berlin är en del av de Nordiska ambassaderna i Berlin. Ambassaden byggdes 1997-1999
Danmarks Berlinambassad är ritad av arkitektbyrån 3xNielsen. Exteriören består av plattor som kan öppnas och stängas och som är genomskinliga. Utmärkande är även balkongen över entrén, vilket de andra ambassaderna på området saknar. Utmärkande interiör i Danmarks ambassad är foajén som går ända upp till taket och där gångbroar går över de olika våningsplanen. Ambassadernas möblemang och lampor är några av Danmarks klassiska designverk av bland andra Arne Jacobsen, Kasper Salto och Poul Kjærholm.

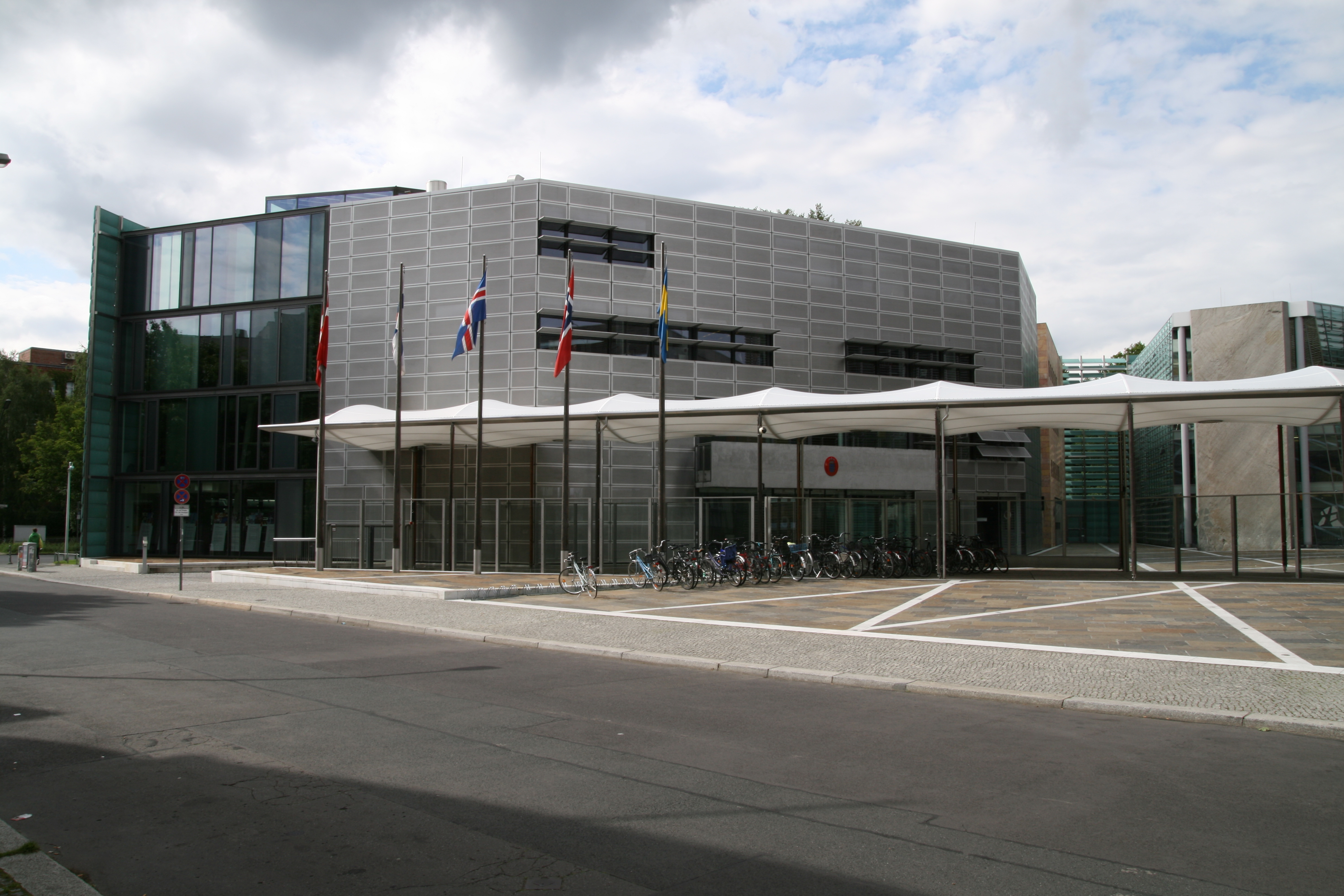
Danmarks ambassad i Berlin.